# Clube Desportivo Sete de Setembro
Il Clube Desportivo Sete de Setembro, noto anche semplicemente come Sete de Dourados, è una società calcistica brasiliana con sede nella città di Dourados, nello stato del Mato Grosso do Sul.

## Storia
Il club è stato fondato il 7 settembre 1994, da cui il nome del club. Il Sete de Dourados ha vinto il Campeonato Sul-Mato-Grossense Série B nel 2005 e la massima divisione statale nel 2016.

## Palmarès

### Competizioni statali
- Campionato Sul-Mato-Grossense: 1

2016
- Campeonato Sul-Mato-Grossense Série B: 1

2005